# Jonte Grundelius
Jonte Grundelius (ur. 26 grudnia 1975 w Lundby) – szwedzki snowboardzista. Zajął 21. miejsce w snowcrossie na igrzyskach olimpijskich w Turynie. Jego najlepszym wynikiem na mistrzostwach świata w snowboardzie było 4. miejsce w snowcrossie na mistrzostwach w Madonna di Campiglio. Najlepsze wyniki w Pucharze Świata w snowboardzie osiągnął w sezonie 2002/2003, kiedy to zajął 11. miejsce w klasyfikacji snowcrossu.

## Sukcesy

### Igrzyska olimpijskie
| Miejsce | Dzień     | Rok  | Miejscowość | Konkurencja    | Zwycięzca    |
| ------- | --------- | ---- | ----------- | -------------- | ------------ |
| 21.     | 14 lutego | 2006 | Turyn       | Snowboardcross | Seth Wescott |

### Mistrzostwa Świata
| Miejsce | Dzień       | Rok  | Miejscowość          | Konkurencja    | Zwycięzca           |
| ------- | ----------- | ---- | -------------------- | -------------- | ------------------- |
| 4.      | 28 stycznia | 2001 | Madonna di Campiglio | Snowboardcross | Guillaume Nantermod |
| 50.     | 19 stycznia | 2003 | Kreischberg          | Snowboardcross | Xavier de le Rue    |
| 25.     | 16 stycznia | 2005 | Whistler             | Snowboardcross | Seth Wescott        |

### Puchar Świata

#### Miejsca w klasyfikacji generalnej
- 1999/2000 – 127.
- 2000/2001 – –
- 2001/2002 – –
- 2002/2003 – –
- 2003/2004 – –
- 2004/2005 – –
- 2005/2006 – 56.

#### Miejsca na podium
1. Valle Nevado – 13 września 2002 (Snowcross) – 3. miejsce